# Club Atlético Acassuso
O Club Atlético Acassuso, também conhecido simplesmente como Acassuso, é um clube esportivo argentino localizado em San Isidro, cidade e capital do partido de mesmo nome, na província de Buenos Aires. Foi fundado em 7 de setembro de 1922 como Villa Acassuso Football Club e ostenta as cores           azul e branco.
Sua principal atividade esportiva é o futebol. O clube disputa atualmente o Primera B, terceira divisão do Campeonato Argentino de Futebol para os clubes diretamente afiliados à Associação do Futebol Argentino (AFA).
O clube manda seus jogos no estádio La Quema, do qual é proprietário, e cuja inauguração ocorreu em 12 de março de 1983. A praça esportiva, localizada em Boulogne, no partido de San Isidro, conta com capacidade para 800 espectadores.

## História

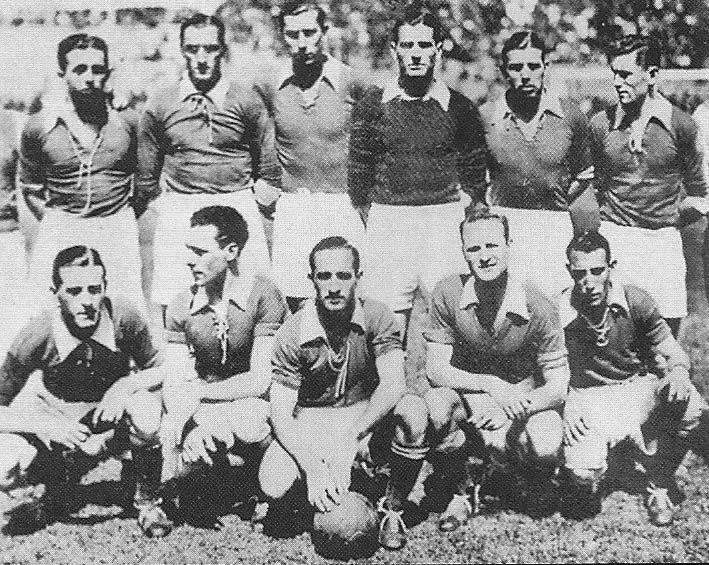
Em 1937, Acassuso conquistou seu terceiro título da "Tercera División") antigo nome da Primera C

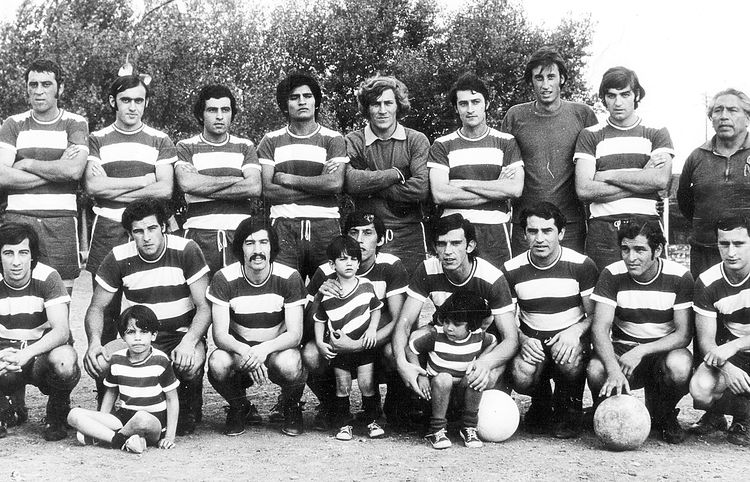
A equipe que venceu o título de 1971 Primera D

O clube foi estabelecido como "Villa Acassuso Football Club" em 7 de setembro de 1922, por um grupo de entusiastas do futebol de Villa Acassuso em San Isidro. Em janeiro de 1923, o clube também construiu seu primeiro campo por causa de uma doação de Don Ernesto de las Carreras. O campo era localizado na Avenida Márquez e Haedo em San Isidro e foi inaugurado em 4 de novembro.
No final de 1923, a equipe começou a participar da "Segunda División" (terceira divisão da AAmF) da "Asociación Amateurs de Football" (AAmF), uma liga dissidente formada em 1919, conquistando o título e a promoção para a "División Intermedia" (segunda divisão da AAmF) no mesmo ano. Dois anos depois, em 1925, o clube mudou seu nome para "Club Atlético Acassuso". O nome também homenageou Domingo de Acassuso, fundador do partido de San Isidro.
Em 1926, o clube terminou em quarto lugar na Zona A da "Intermedia", porém caiu de divisão por conta da fusão da AAmF com a "Asociación Argentina de Football" (AAF, liga oficial e precessora da atual AFA) que deu origem a "Asociación Amateurs Argentina de Football" (AAAF, liga oficial e precessora da atual AFA). Em 1928, conquistou seu segundo título oficial, sagrando-se campeão do "Intermedia" (terceira divisão da AAAF), além da promoção à "Primera División–Sección B" (segunda divisão da AAAF).
Em 1931, o futebol profissionalizou-se na Argentina. Em 1932, o clube fundiu-se com o "Club Sportivo San Isidro" e foi rebatizado como "Club Social y Sportivo Acassuso". Acassuso conseguiu um lugar na liga oficial da AAAF porque muitos dos principais clubes haviam saído para formar uma liga profissional dissidente, a Liga Argentina de Football (LAF). Portanto, o Acassuso jogou na primeira divisão, embora a equipe tenha terminado nas últimas posições antes de a liga ser desfeita na edição 1934. Essa participação foi seu único feito na primeira divisão. Em novembro de 1934, a AAF (liga oficial) e a LAF (liga dissidente) se fundiram e deram origem a "Asociación del Football Argentino" (atual AFA).
A partir de 1935, após as fusões das associações, passou a disputar a "Tercera División" (terceira divisão; predecessora da Primera C). Com a reestruturação do futebol profisional em 1937, o clube ganhou a "Tercera División", seu primeiro campeonato da era profisional, e foi promovido à "Segunda Divisón" (segunda divisão; precessora da Primera B). Em 1938, comprou uma propriedade na rua Alsina 410/414 através de um empréstimo no banco da província. Em 1940, a equipe estava perto de ser promovida para o nível superior, a "Primera División", mas perdeu a vaga para o Argentinos Juniors, que finalmente alcançou a promoção para a primeira divisão.
No ano de 1942, o clube passou a adotar sua denominação atual e passou a chamar-se "Club Atlético Acassuso" e a ser conhecido somente como "Acassuso". Em 1946 a equipe foi rebaixada para a "Tercera División" e seu campo foi expropriado pelo município. Logo depois o clube conseguiu um terreno na Avenida de las Carreras e no Camino de la Legua e lá se estabeleceu. No entanto, essa nova terra também seria expropriada em 1961.
Em 1971, conquistou o título da "Primera de Aficionados" (quarta divisão; predecessora da Primera D) com uma vitória sobre o Central Argentino por 3–1 na cancha de Colegiales. Com o feito veio também a promoção para a Primera C. Em 1972, após uma única temporada na Primera C, o clube foi rebaixado para a "Primera de Aficionados" depois de terminar na vigésima e última colocação. Em 1977, o município de San Isidro cedeu ao clube um terreno na rua Santa Rita 2401 para construção de um novo estádio. Acabou sendo inaugurado em 12 de maio de 1983 sob o nome Estádio "La Quema". Em 1986, com a restruturação o futebol argentino, o clube passa a disputar a quinta divisão, agora conhecida como Primera D.
Na temporada de 2000–01 veio o título da Primera D (quinta divisão), e com o feito, a equipe foi promovida à Primera C. Tudo começou com o título do "Torneo Clausura" de 2001, que deu ao clube o direito de disputar o "Torneo Reducido" (quadrangular final) pelo acesso à Primera C. Acabou vencendo o Villa San Carlos por 5–2 no jogo de volta da final, disputada no estádio do Estudiantes de La Plata. No jogo de ida, a partida havia terminado em 1–1, em partida disputada no campo do Chacarita, onde o Acassuso jogou como mandante.
Foi declarado campeão absoluto da temporada de 2006–07 da Primera C. Além do título, veio também a promoção para a Primera B, terceira divisão do Campeonato Argentino de Futebol para os clubes diretamente afiliados à AFA. O clube venceu tanto o "Torneo Apertura" de 2006 como o "Torneo Clausura" de 2007, tornando desnecessária a disputa de uma eventual pelo título da temporada.

### Mudança de nomes
Em seus primeiros anos o clube chamava-se Villa Acassuso Football Club, até que em 1925, passou a adotar o nome Club Sportivo Acassuso, que adotaria até 1932. Neste ano, o clube fundiu-se com o Club Sportivo San Isidro dand origem ao Club Social y Sportivo San Isidro. O nome atual do clube foi adotado de vez em 1942.
| 1922–1925  |  | Villa Acassuso Foot-Ball Club                                                 |
| 1925–1932  |  | Club Sportivo Acassuso                                                        |
| 1932–1942  |  | Club Social y Sportivo San Isidro (após fusão com o Club Sportivo San Isidro) |
| Desde 1942 |  | Club Atlético Acassuso                                                        |

## Estádios
O terreno do primeiro estádio foi doado ao clube em 1923, e o estádio foi inaugurado em 4 de novembro do mesmo ano. Em 1946, o clube foi rebaixado e perdeu a cessão do seu estádio. Para evitar desfiliação por parte da AFA por não ter estádio próprio, depois de várias tentativas, enfim, consegui um terreno localizado na "Avenida de las Carreras" e "Camino de la Legua".
Por fim, em 1977 o clube obteve a cessão temporária do terreno para a futura construção do estádio, que foi remodelado e inaugurado 12 de março de 1983, com uma partida amistosa disputada contra um time das categorias de base do San Lorenzo de Almagro.
Após a promoção do Acassuso à Primera B em 2007, o clube deixou de realizar suas partidas em seu estádio porque não cumpre as normas estabelecidas para a divisão. A última partida oficial que Acasusso disputou em seu estádio foi em 30 de abril de 2007, contra o J.J. Urquiza, com vitória por 2–0.
| 1923–1946  |  | O primeiro estádio ficava em San Isidro, no partido de mesmo nome.      |
| 1946–1961  |  | O segundo estádio ficava em Boulogne Sur Mer, no partido de San Isidro. |
| Desde 1983 |  | O atual estádio também fica em Boulogne Sur Mer.                        |

## Títulos
| NACIONAIS | NACIONAIS                      | NACIONAIS  | NACIONAIS | NACIONAIS  | NACIONAIS          |
| Divisão   | Competição                     | Associação | Títulos   | Temporadas | Ref.               |
| --------- | ------------------------------ | ---------- | --------- | ---------- | ------------------ |
| Terceira  | Segunda División               | AAmF       | 1         | 1923       | [ 1 ] [ 2 ] [ 8 ]  |
| Terceira  | División Intermedia            | AAAF       | 1         | 1928       | [ 1 ] [ 2 ] [ 8 ]  |
| Terceira  | Tercera División               | AFA        | 1         | 1937       | [ 1 ] [ 2 ] [ 8 ]  |
| Quarta    | Primera de Aficionados         | AFA        | 1         | 1971       | [ 1 ] [ 2 ] [ 9 ]  |
| Quarta    | Primera C                      | AFA        | 1         | 2006–07    | [ 1 ] [ 2 ] [ 10 ] |
| Quinta    | Primera D                      | AFA        | 1         | 2000–01    | [ 1 ] [ 2 ] [ 10 ] |
| COPAS     |                                |            |           |            |                    |
| Divisão   | Competição                     | Associação | Títulos   | Temporadas | Ref.               |
| Segunda   | Copa Competencia de Intermedia | AAAF       | 1         | 1927       | [ 1 ]              |